# Lydbilleder - 6 variationer over et tema
|  | Denne artikel er oprettet af botten PalnaBot ud fra en ekstern database. Den kan derfor have sproglige fejl eller mangler. Denne skabelon kan fjernes efter kontrol af indholdet. |

Lydbilleder - 6 variationer over et tema er en eksperimentalfilm fra 1993 instrueret af Dola Bonfils efter eget manuskript.

## Handling
Eksperimenterende dokumentarvideo. I en personligt undersøgende form opsøger instruktøren fænomener og mennesker, stiller billeder og lyd overfor hinanden. Vi møder Michael, der er døv, Bo Holten, leder af Ars Nova koret, Graham Naylor, lydakustiker, Erik Borup, der lider af sygdommen tinnitus, en kronisk støj i øret og den franske lydterapeut dr. A. Tomatis, samt teatergruppen Rio Rose.